# ヒラメキ
ヒラメキは、明治期に生まれた文学・評論雑誌。その前年に創刊され、1年で終わった雑誌「火鞭」の遺志を継いだ雑誌と言われる。
1906年（明治39年）7月1日、東京市本郷区で第1号が創刊された。発行兼編集人は島中雄三。しかし実質的には下中弥三郎との共同経営で編集主任としても下中が名を連ねている。第1号に続き、9月には第2号が発行されたが、「本邦唯一の革命的文芸雑誌」などとうたったため、ただちに発行禁止となった。島中は「島中翠湖」「翠湖生」などの筆名で論文や随想を載せている。第2号に「幽影」を書いた「夕ちどり」は、後に石上露子の筆名で「明星」の歌人として知られた才媛、本名杉山孝子である。
1905年9月に中里介山、白柳秀湖、山口孤剣、島中らが同人となって発行した哲学・文芸雑誌「火鞭」が通巻9号で廃刊となったため、島中は「火鞭」の開拓者的精神は「ヒラメキ」に引き継がれた、と述べている。